# Gert-Jan Theunisse

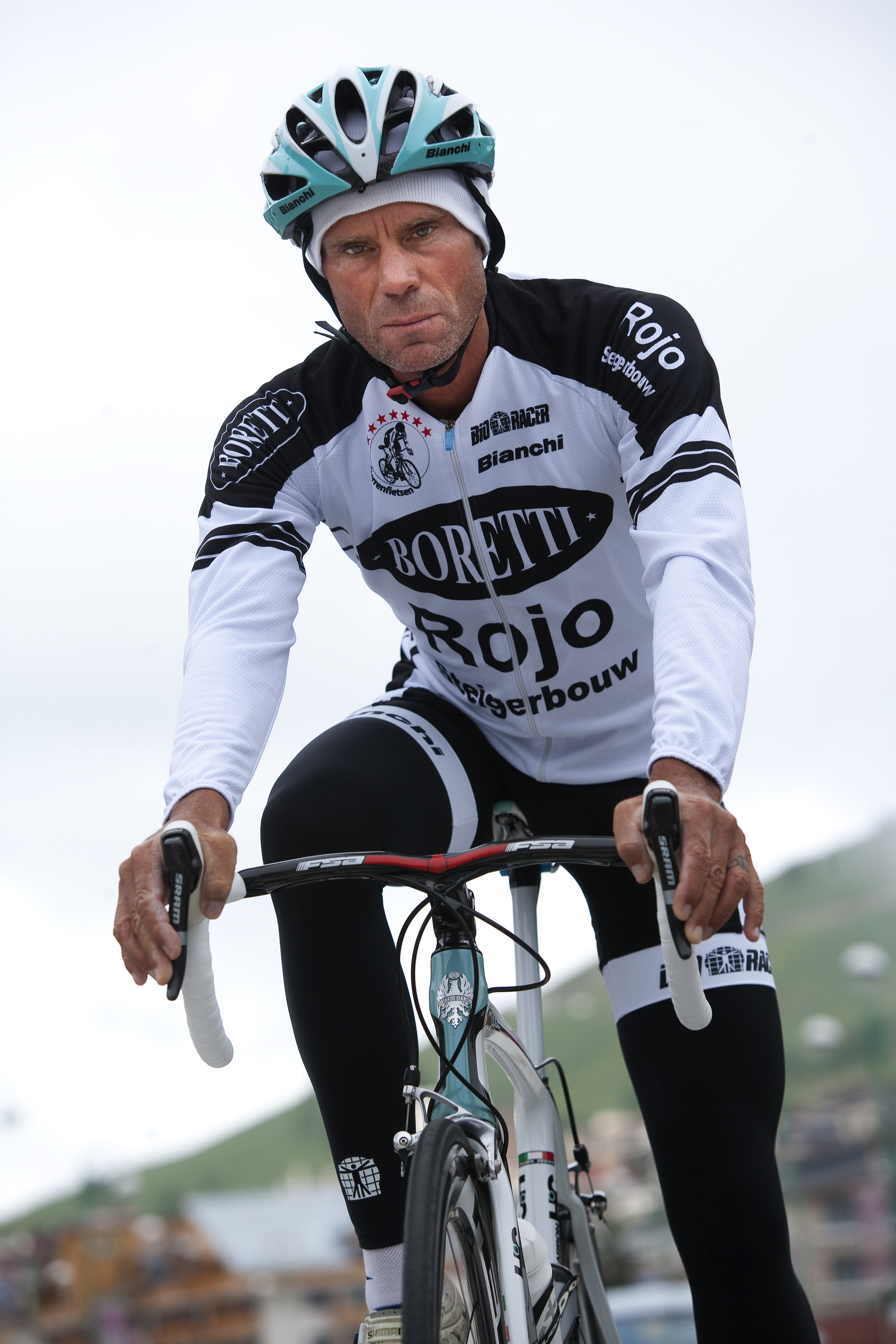
Gert-Jan Theunisse 2011

Gert-Jan Theunisse (* 14. Januar 1963 in Oss, Niederlande) ist ein ehemaliger niederländischer Radsportler.

## Werdegang
Er war in den Jahren von 1984 bis 1995 Profi und gewann in dieser Zeit 15 Rennen.
Insgesamt fünfmal bestritt er die Tour de France. Bei seiner zweiten Teilnahme 1988 wurde er bei einer Dopingkontrolle positiv auf Testosteron getestet und mit einer 10-minütigen Zeitstrafe belegt, so dass er in der Gesamtwertung vom vierten auf den elften Platz zurückfiel. Nach der Tour de France gewann er in diesem Jahr die Clásica San Sebastián. Bei der Tour 1989 erzielte er mit Platz vier seine beste Gesamtplatzierung und gewann die Bergetappe nach L’Alpe d’Huez sowie das Gepunktete Trikot des Gewinners der Bergwertung sowie die Sonderwertung Souvenir Henri Desgrange. Im Jahr 1990 wurde er beim Flèche Wallonne und der Bicicleta Vasca zwei weitere Male bei Dopingkontrollen positiv getestet.
1995 beendete er seine Karriere, nachdem er bei Tirreno–Adriatico Herzprobleme bekam. Nach seinem Karriereende gab Theunisse wie andere niederländische Radprofis jahrelanges Doping zu. Ob seine Herzprobleme mit dem Dopinggebrauch in Zusammenhang stehen, ist unklar. Im Dezember 2013 berichtete Theunisse in einer Kolumne der Zeitschrift Wielerrevue nach einem Herzinfarkt einen Herzschrittmacher eingesetzt bekommen zu haben. Er habe zuvor schon Dutzende unbemerkte Infarkte erlitten.

## Erfolge (Auswahl)
1988
- Clásica San Sebastián

1989
- eine Etappe und Gepunktetes Trikot Tour de France
- Asturien-Rundfahrt

1991
- Luxemburg-Rundfahrt
- Vuelta a los Valles Mineros

## Teams
- 1984 – Panasonic
- 1985 – Panasonic
- 1986 – Panasonic
- 1987 – PDM-Concorde
- 1988 – PDM-Concorde
- 1989 – PDM-Concorde
- 1990 – Panasonic-Sportlife
- 1991 – TVM-Sanyo
- 1992 – TVM-Sanyo
- 1993 – TVM-Bison Kit
- 1994 – TVM-Bison Kit
- 1995 – Collstrop-Lystex